# Aguriahana yunensis
Aguriahana yunensis är en insektsart som beskrevs av Chou och Ma 1981. Aguriahana yunensis ingår i släktet Aguriahana och familjen dvärgstritar. Inga underarter finns listade i Catalogue of Life.